# Габровська область
Габровська область (болг. Област Габрово) — область в Північно-центральному регіоні Болгарії.
Площа області — 2023 км², населення — 127 266 жителів (станом на 13 березня 2009 года), в області 356 населених пунктів.

## Адміністративний поділ
Область Габрово адміністративно-територіально розділена на 4 громади, з назвами відповідно їх адміністративних центрів:
| Громада  | населення | Центр    | населення |
| -------- | --------- | -------- | --------- |
| Дряново  | 10 502    | Дряново  | 8 043     |
| Габрово  | 67 501    | Габрово  | 60 281    |
| Севлієво | 39 537    | Севлієво | 24 065    |
| Трявна   | 12 461    | Трявна   | 9 831     |

## Громади та їх населені пункти
- Дряново: Балванците (Балванците), Бенарі (Банари), Бучуківці (Бучуковци), Царева левада (Царева ливада), Ганчовець (Ганчовец), Геша (Геша), Глушка (Глушка), Гоздейка (Гоздейка), (Големи Българени), Горішні Верпища (Горни Върпища), Гостилиця (Гостилица), Гірська (Гърня), Денчевці (Денчевци), Довга (Длъгня), Добрените (Добрените), Долішні Верпища (Долни Върпища), Долішні Драгойчі (Долни Драгойча), Доча (Доча), Дряново (Дряново), Дурча (Дурча), Зая (Зая), Ігнатівці (Игнатовци), Іскра (Искра), Каломен (Каломен), Караїванця (Караиванца), Катранджиї (Катранджии), Керека (Керека), Косарка (Косарка), Куманіте (Куманите), Малі Болгарени (Малки Българени), Маноя (Маноя), Пейна (Пейна), Петківці (Петковци), Плачка (Плачка), Радовці (Радовци), Ритя (Ритя), Руня (Руня), Русинівці (Русинвци), Саласука (Саласука), Скальско (Скалско), Славейкове (Славейково), Соколово (Соколово), Сяровці (Сяровци), Туркінча (Туркинча), Чуково (Чуково), Шушня (Шушня), Янтра (Янтра)

## Природа
Частину території громад Габрово і Трявна охоплює 
природний парк Болгарка, що розташований в центральній і східній частині Балканських гір на їх північних схилах.